# Rachid Abbassi
Œuvres principales
- Asslal n Tirra (recueil, 2022)

Rachid Abbassi (en arabe marocain: رشيد عباسي; 1978, né à Jorf Souss , est un artiste marocain, poète, musicien de la formation musicale imazzalen.

## Biographie
Rachid Abbassi a vécu son enfance dans l’entourage artistique de cette petite bourgade Jorf près d’Inezgane, un des berceaux des arts comme le théâtre et la musique, principalement connu pour sa contribution au sein du groupe imazzalen et il est parmi les fondateurs de ce groupe.
Ses contributions se distinguent par leur ancrage dans la tradition amazighe, où il aborde des thèmes liés à l'identité, l'histoire et les droits humains à travers ses poèmes et ses chansons.

## Influences
Parmi ses principales influences des figures importantes de la poésie et de la musique amazighes telles que Ali Chouhad, Mohamed Hanafi, poète du groupe Izenzaren, et Raiss Benihya Outznakht. Ces influences se retrouvent dans son approche poétique, qui allie un respect pour les traditions anciennes à une réflexion sur les réalités contemporaines.

## Discographie
- Album "Tamzla" avec groupe Imazzalen - 2009
- Single "Tudert u fgan" groupe Tawssna - 2018
- Single - "Teli Zrinin" groupe Tawssna - 2019
- single "Talilt" groupe Tawssna -   2019
- Single " Babanou "Tawssna & Soukaina Boukerdi - 2020[4]
- Single "Boudali" groupe Tawssna -

## Œuvres
Asslal N Tirra - 2022: ce recueil témoigne de son engagement pour la préservation et la transmission de la culture amazighe. Il y compile des poèmes, ainsi que des articles, des photographies et des témoignages retraçant l'histoire du groupe Imazzalen.